# Вильявисенсио
Вильявисе́нсио (исп. Villavicencio) — город и муниципалитет в Колумбии, административный центр департамента Мета. Население — 384 131 жителей (2005 г). Город расположен в 75 км юго-восточнее столицы страны Боготы, вдоль реки Гуатикия. В народе город известен как «Вильяво» (Villavo).
Город расположен на высоте 423 м над уровнем моря на большой колумбийско-венесуэльской равнине, у подножия восточного склона Восточной Кордильеры. Климат тропический. Среднегодовая температура составляет 27° С. Вильявисенсио часто называют «Вратами Льяноса» (La Puerta al Llano), через него проходил исторический путь, связывавший эти районы с центральной частью Анд.